# Biber (Alp)
Die Biber ist ein rund 15 Kilometer langer, südsüdwestlicher und linker Nebenfluss der Alp in den Schwyzer Alpen in den Schweizer Kantonen Schwyz und Zug. Sie passiert nördlich der Ortschaft Rothenthurm eine der ausgedehntesten Moorlandschaften der Schweiz, die im Bundesinventar der Landschaften und Naturdenkmäler von nationaler Bedeutung (BLN) verzeichnet ist.

## Geographie

### Quelle
Die Biber entspringt südöstlich von Rothenthurm am Berghang des Nüsellstocks auf einer Höhe von etwa 1130 m ü. M. Gemäss der aktuellen Systematik des Gewässernetzes liegt ihre Quelle in einer bewaldeten Runse zwischen den Rodungsgebieten der Höfe Oberberg, Rotschwendi und Schmidenen auf halber Höhe am Berg. Als Anfang des Hauptstrangs ist dabei der mittlere von drei nahe beieinander liegenden Quellbächen definiert. Nach dem Oberlauf von etwa 900 m trifft die Biber den Schläukbach, der von rechts aus dem viel stärker ausgeprägten Tal nördlich von Schmidenen kommt; dieser Bach hat seine Quelle an der Wasserscheide beim Passübergang Ruchegg, ist dreimal länger als der Quellbach der Biber, nimmt zahlreiche Nebenbäche auf und könnte somit als eigentlicher orographischer Hauptstrang des Gewässers gelten; manchmal wurde denn auch der Schläukbach als Anfang der Biber angenommen.

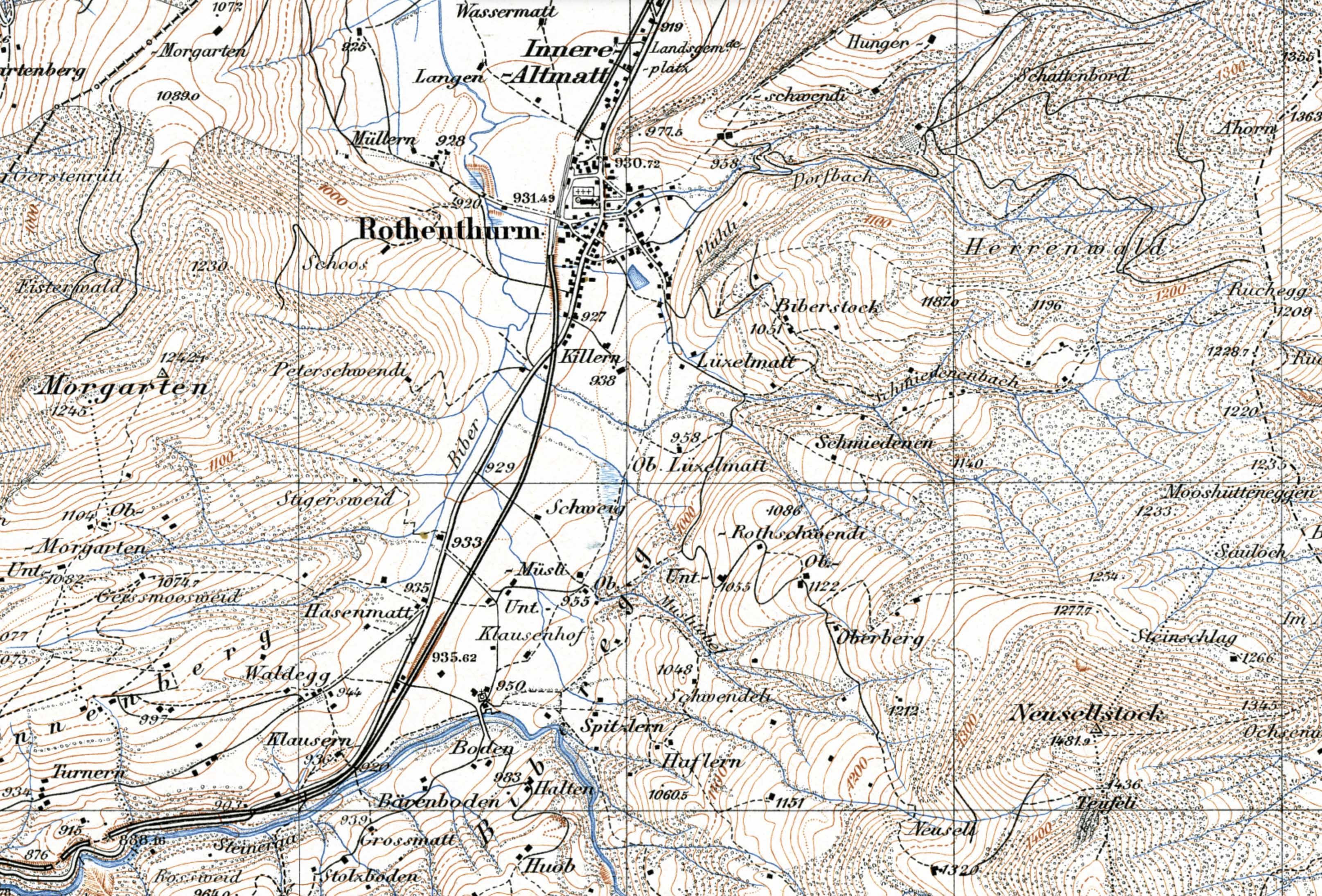
Gewässernetz Quellgebiet der Biber (Siegfriedkarte der Schweiz, Blatt 244, 258, um 1940)

Bis zur ersten Hälfte des 20. Jahrhunderts hielt die Landeskarte der Schweiz eine andere Gliederung des Flusssystems im weiteren Quellgebiet der Biber fest (Abbildung unten). Der Schläukbach trug den alten Namen Schmiedenenbach, der heute gültige Quellbach der Biber war nur ein Zufluss desselben, und als Biber war der Bachlauf im Talboden südwestlich von Rothenthurm benannt. Davon kommt der Flurname Biberegg, der die Landschaft an der Wasserscheide am oberen Ende des flachen Tales über dem südlich davon eingeschnittenen Tobel der Steiner Aa bezeichnet. Der Quellbach des Talflusses lag demzufolge am Südosthang des Morgartenbergs, damals noch einfach als Morgarten bekannt. Auch dieser Gewässerstrang ist länger als jener von der aktuellen Biberquelle aus gerechnet. Die jüngere Gewässersystematik hat das Gewässer am Morgarten mitsamt seinem Abschnitt im Tal als Ziegelhüttenbach benannt, weil er neben der Anlage der Ziegelhütte von Rothenthurm vorbeifliesst, und hat es als Zufluss der Biber eingestuft.
In der Geschichte des Flusses änderten sich die Verhältnisse in der Quellregion der Biber. Das Relief des Talbodens bei Biberegg zeigt einen mächtigen Schwemmkegel, den die Steiner Aa mit ihrem Geschiebe unterhalb des weiten, von ihr ausgeräumten Talkessels ihres Oberlaufs am Hochstuckli aufbaute. Nach dem Namen des hoch gelegenen Tales Hundschotten (Landeskarte: Hundskotten) nennt man den Oberlauf der Steiner Aa auch Hundschottenbach. Die seit dem Ende der letzten Eiszeit von diesem Wildbach verfrachteten Ablagerungen bedecken eine Fläche von etwa einem Quadratkilometer und haben vom Austritt des Flusses aus dem Hochgebiet bis zum äusseren Rand der schiefen Ebene südlich der Ortschaft Rothenthurm eine Hangneigung von etwa 40 Metern. Der von der Steiner Aa geschaffene Schwemmfächer liegt heute zum grössten Teil im Einzugsgebiet der Biber und bestimmt auch den Verlauf einiger ihrer Zuflüsse. Nach dem Abschmelzen des eiszeitlichen Reuss-Muotagletschers entwässerten die Gebirgsbäche, die heute am Oberlauf der Biber liegen, zuerst teilweise noch in das Tal des Lauerzersees und somit zum Flussgebiet der Reuss und noch nicht in jenes der Sihl wie heute. Die Wasserscheide lag entweder im Bereich der Felsrippe von Rothenthurm oder an Endmoränen westlich davon. Das änderte sich, als die Steiner Aa das Relief bei Biberegg so hoch aufgeschüttet hatte, dass der Boden bei Sattel/Biberegg höher lag und die Gewässer gegen Biberbrugg hin abfliessen mussten. Nun lief das Wasser der Steiner Aa in frühester Zeit teilweise, etwa wenn sich nach Hochwasserereignissen und Murgängen durch Aufschotterung die Lage der Wasserscheide am Sattel von Biberegg verschob, auch gegen Norden ab und stellte dann jeweils den längsten Quellbach der Biber dar. Der Wildbach vom Hochstuckli hatte seinen Abfluss nun somit manchmal gegen Norden über das Tal der Biber in das Flussgebiet der Sihl. Zum Einzugsgebiet der Reuss gehört die Steiner Aa, seit sie mit ihrer Erosion das aktuelle Flussbett am linken Rand des alluvialen Fächers grub und zum Lauerzersee hinab fliesst.

### Verlauf
Im Oberlauf am steilen Berghang hat die Biber auf einer Strecke von einem Kilometer den Charakter eines Wildbachs. Sie stürzt mit kleinen Kaskaden über Felsstufen und fliesst durch einen von grossen Molasseblöcken übersäten Bachgraben. Danach tritt der Bach in die landwirtschaftlich intensiv genutzte Ebene südlich der Ortschaft Rothenthurm ein. Er nimmt mehrere Seitenbäche auf und unterquert die Hauptstrasse 8, die Bahnstrecke Biberbrugg–Arth-Goldau und mehrere Quartierstrassen. Im Siedlungsraum von Rothenthurm, wo er die Linie der ehemaligen Letzi von Rothenthurm passiert, und in der Flur westlich der Ersten Altmatt ist er zum grössten Teil kanalisiert. Mehrere Nebenbäche vom östlichen Hang des Morgartenbergs münden in den Talfluss, neben welchem ausserhalb der Ortschaft die Abwasserreinigungsanlage von Rothenthurm steht. Gegen Norden fliesst die Biber mäandrierend durch das weite, flache Naturschutzgebiet Hochmoor Rothenthurm-Altmatt-Biberbrugg mit ausgedehnten Feuchtgebieten. Auf der Strecke von etwa sieben Kilometern hat der Bachlauf hier ein Sohlgefälle von nur rund 30 Metern. Das Moorgebiet Ägeriried auf der linken Seite des Flusslaufs liegt im Gebiet der Zuger Gemeinde Oberägeri.
In der Ebene nimmt die Biber eine erhebliche Menge Wasser aus zahllosen landwirtschaftlichen Entwässerungsgräben auf, die im 20. Jahrhundert angelegt wurden, um grosse Moorflächen zu urbanisieren. Das Gewässerbett der Biber wurde auf weiten Strecken korrigiert, und die angrenzenden Wirtschaftsflächen wurden durch eine Güterzusammenlegung neu strukturiert.
Dem Fluss folgt die Kantonsgrenze zwischen Zug und Schwyz über eine lange Strecke bis ins Gebiet des Ängirieds. Bei der Dritten Altmatt mündet von rechts bei Bibersteg der Chlausenbach in die Biber. Über diesen historischen Flussübergang führt der Pilgerweg vom Raten zum Chatzenstrick und nach Einsiedeln. Unterhalb des Biberstegs durchbricht das Gewässer einen Moränenwall und fliesst dabei mit einem viel grösseren Sohlgefälle als vorher durch ein bewaldetes Tal zwischen den Moränenhügeln und dem südlichen Hangfuss des Bergmassivs Höhronen. Im letzten Flussabschnitt von fünf Kilometern Länge beträgt der Höhenunterschied des Gewässerbetts bis zur Mündung in die Alp etwa 70 Meter. Der Gewässerraum ist deshalb im letzten Bereich gegen weitere Erosion mit Uferverbauungen, Sohlschwellen und künstlich platzierten Felsblöcken flussbaulich gesichert.

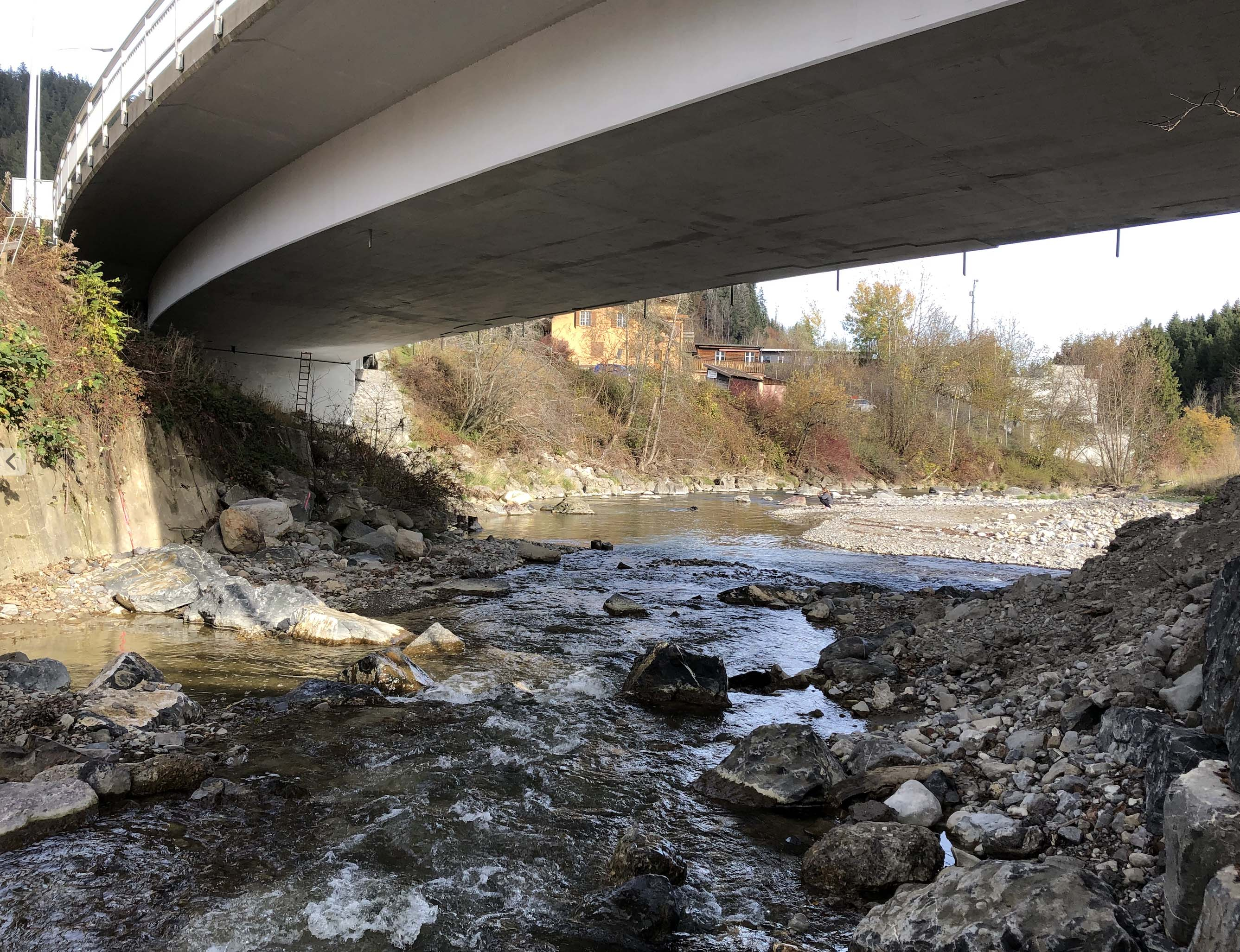
Mündung der Biber in die Alp unter der Brücke der Kantonsstrasse Biberbrugg-Einsiedeln

Bei Schwyzerbrugg und Biberbrugg verläuft die Gemeindegrenze von Einsiedeln und Feusisberg im Fluss. Dieser wird von der Hauptstrasse 8 (Schwyzerstrasse), der Bahnstrecke Biberbrugg–Arth-Goldau auf der Biberbrücke 2, der Strecke nach Einsiedeln auf der Biberbrücke 1 und von der neuen Brücke der Kantonsstrasse nach Einsiedeln überquert. Bei Biberbrugg mündet die Biber auf der Höhe von 822 m ü. M. von links in die dort aus dem Südosten heranziehende Alp.
Ihr etwa 14,5 km langer Lauf endet ungefähr 308 Höhenmeter unterhalb ihrer Quelle, sie hat somit ein mittleres Sohlgefälle von circa 21 ‰.

### Einzugsgebiet
Das 32,03 km² grosse Einzugsgebiet der Biber liegt in den Schwyzer Alpen und wird über die Alp, die Sihl, die Limmat, die Aare und den Rhein zur Nordsee entwässert.
Es grenzt
- im Norden an das Einzugsgebiet der Sihl;
- im Osten an das der Alp;
- im Süden an das der Steiner Aa, die über die Seeweren, Muota und die Reuss in die Aare entwässert und
- im Westen an das der Lorze, die in die Reuss mündet.

Das Einzugsgebiet besteht zu 43,4 % aus bestockter Fläche, zu 47,1 % aus Landwirtschaftsfläche, zu 4,5 % aus Siedlungsfläche und zu 5,0 % aus unproduktiven Flächen. Von grosser landschaftlicher und biologischer Bedeutung als Lebensraum seltener Pflanzen und Tiere sind die weiten Moorgebiete, durch welche die Biber nördlich von Rothenthurm strömt.
Die Flächenverteilung
Die mittlere Höhe des Einzugsgebietes beträgt 1002 m ü. M., die minimale Höhe liegt bei 829 m ü. M. und die maximale Höhe bei 1483 m ü. M.

### Zuflüsse
- Schläukbach (rechts), 2,0 km
- Ziegelhüttenbach (links), 2,9 km, 2,59 km²
- Dorfbach (rechts), 2,8 km, 1,61 km²
- Müllerenbodenbach (links), 0,8 km
- Nesselibach (links), 0,5 km
- Riedbächli (links), 0,3 km
- Rossbodenbach (links), 1,4 km, 0,76 km²
- Gwerderbach (rechts), 1,3 km
- Altmattbach (Noldisbach) (rechts), 2,1 km, 1,02 km²
- Cholbach (links), 1,8 km
- Steistossbach (links), 1,4 km
- Chlausenbach (rechts), 4,3 km, 3,72 km², 0,12 m³/s
- Schönenbodenbächli (links), 1,3 km
- Ijenbach (links), 2,8 km, 4,00 km², 0,12 m³/s
- Häxenbächli (links), 1,7 km, 0,76 km²
- Vogelsangbächli (links), 0,8 km
- Ängibächli (links), 1,3 km, 0,68 km²
- Fischerbächli (Tomisloch) (links), 1,2 km
- Schlängglibächli (rechts), 1,1 km
- Aubach (rechts), 3,6 km, 3,63 km², 0,11 m³/s
- Farengütschbach (rechts), 0,6 km[10]

## Hydrologie
Das Einzugsgebiet der Biber liegt am niederschlagsreichen Alpennordhang. Vor der Mündung des Flusses in die Alp misst eine Pegelstation ihren Abfluss. Bei der Mündung beträgt ihre modellierte mittlere Abflussmenge (MQ) 1000 l/s. Ihr Abflussregimetyp ist nivo-pluvial préalpin, und ihre Abflussvariabilität beträgt 20.

## Natur

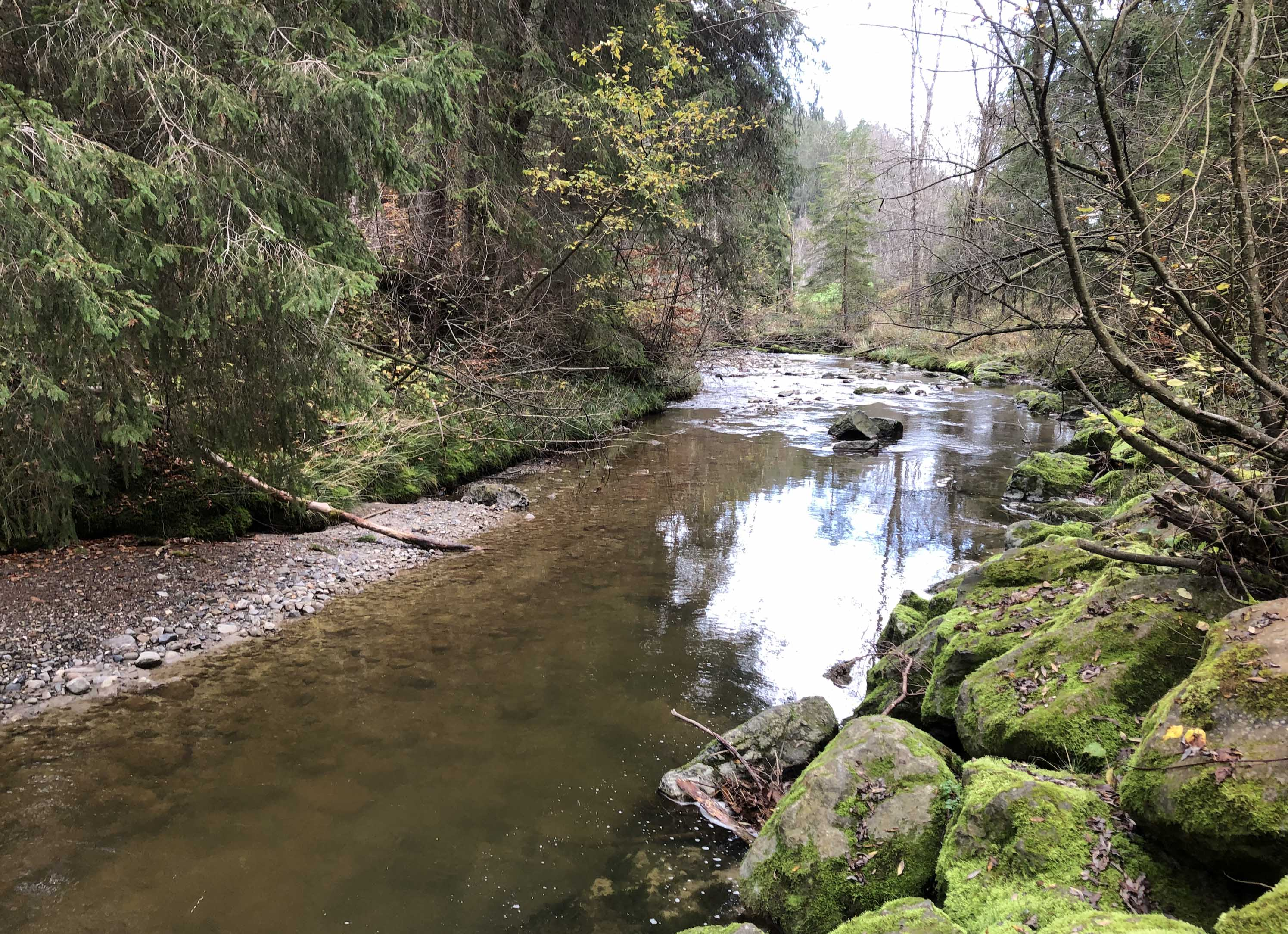
Das Tal der Biber im Moränengebiet bei Ängiriet

Eine weite Strecke des Flusses verläuft durch das schwyzerische kantonale Naturschutzgebiet «Moorlandschaft Rothenthurm» und das zugerische Naturschutzgebiet «Ägeririet», die in der national bedeutenden Landschaft «Moorlandschaft zwischen Rothenthurm und Biberbrugg» liegen. Im flachen Moorgebiet bei Rothenthurm hat die Biber ihren natürlichen Lauf mit zahlreichen Mäandern weitgehend bewahrt. Auf einigen Moorflächen hat sich Wald ausgebreitet.
Im Gebiet der Äusseren Altmatt durchschneidet der Fluss die Moränenlandschaft in einem breiten, bewaldeten Tal bis auf den Molasseuntergrund südlich des Höhronen. Die vom Fluss im Gebiet Gutschsagen-Biberbrugg freigelegten Aufschlüsse dienen der geologischen Forschung als Grundlage für die Untersuchung des Gebirgsaufbaus im Höhronengebiet.
Die Flussufer sind im Unterlauf mit Blockwurf, Holzverbauungen und Betonmauern gesichert. Für den ehemaligen Betrieb eines historischen Wasserwerks in der Gutschsagen diente ein aus Hausteinen errichtetes Wehr mit einem abgeleiteten Kanal. Seit diese Anlage stillgelegt wurde, überwindet die Biber die kleine Staumauer mit einem Wasserfall.
Die häufigsten Fischarten in der Biber sind die Bachforelle und die Groppe.
2017 entdeckten Streckeninspekteure der Schweizerischen Südostbahn am Flusslauf nahe von Schwyzerbrugg erstmals wieder vom Biber angenagte Bäume.

## Flussübergänge

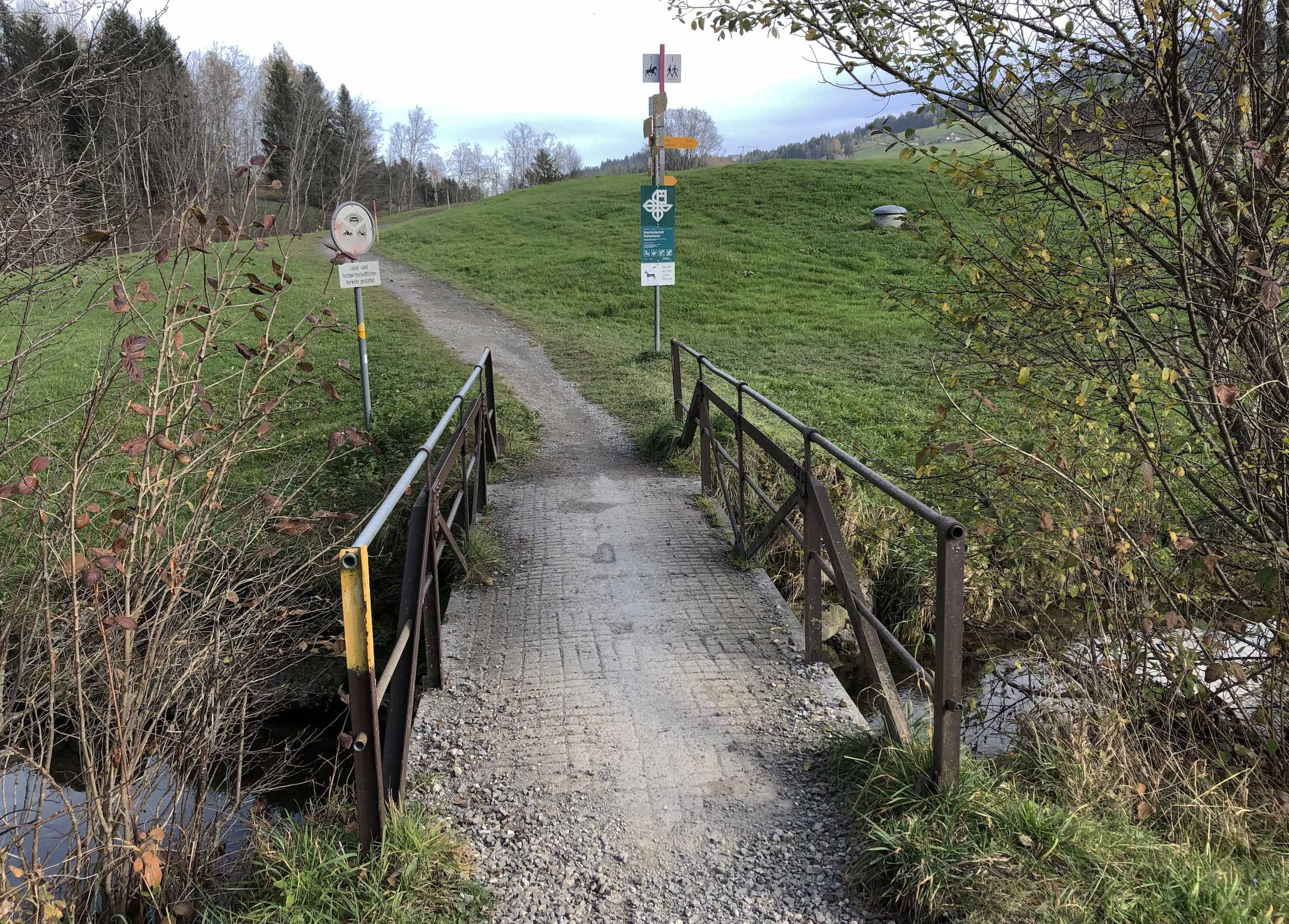
Der Bibersteg am Pilgerweg nach Einsiedeln (Alpenpanoramaweg)

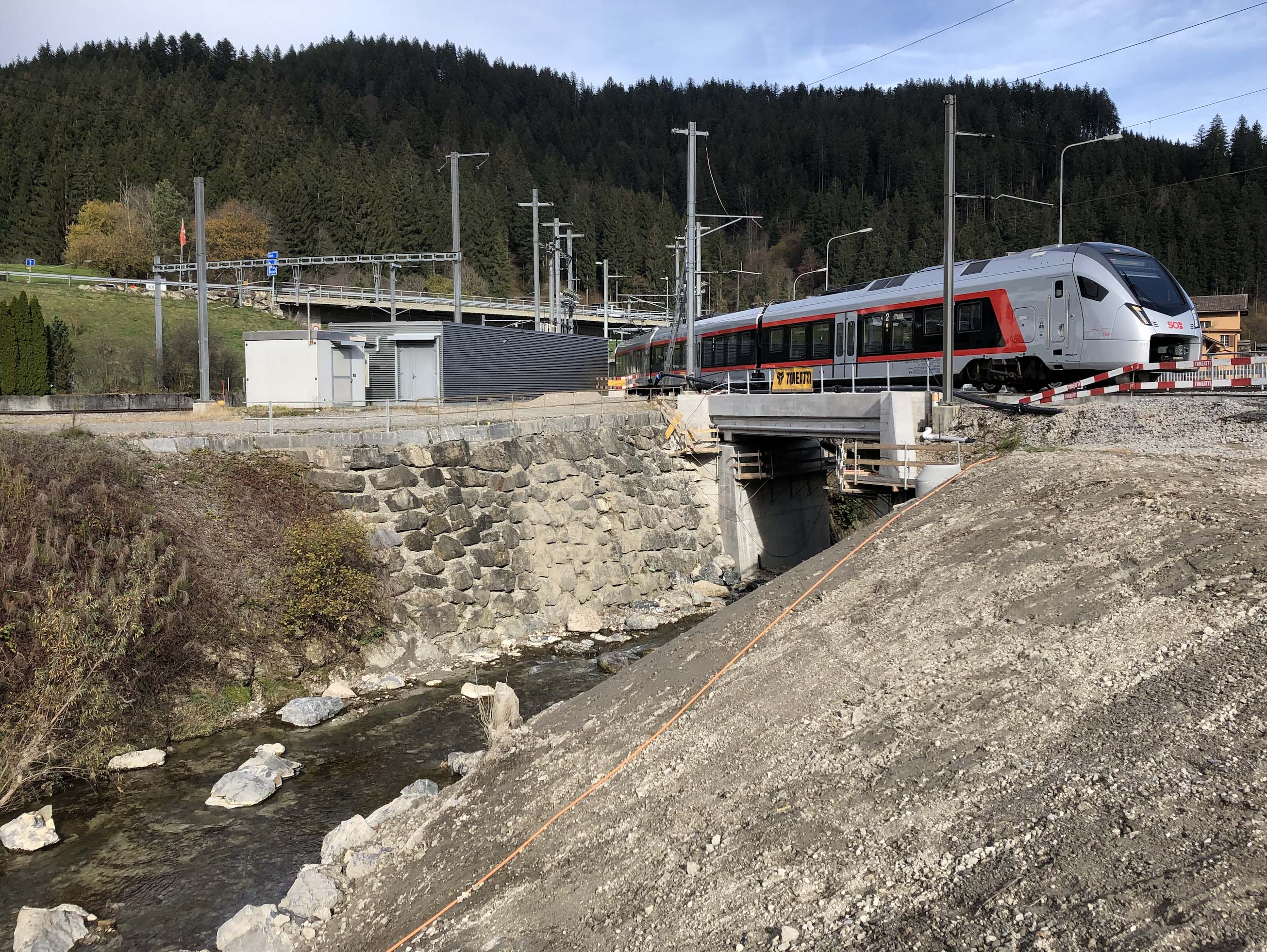
Neue Biberbrücke 1 der SOB (Bauzeit: 2022)

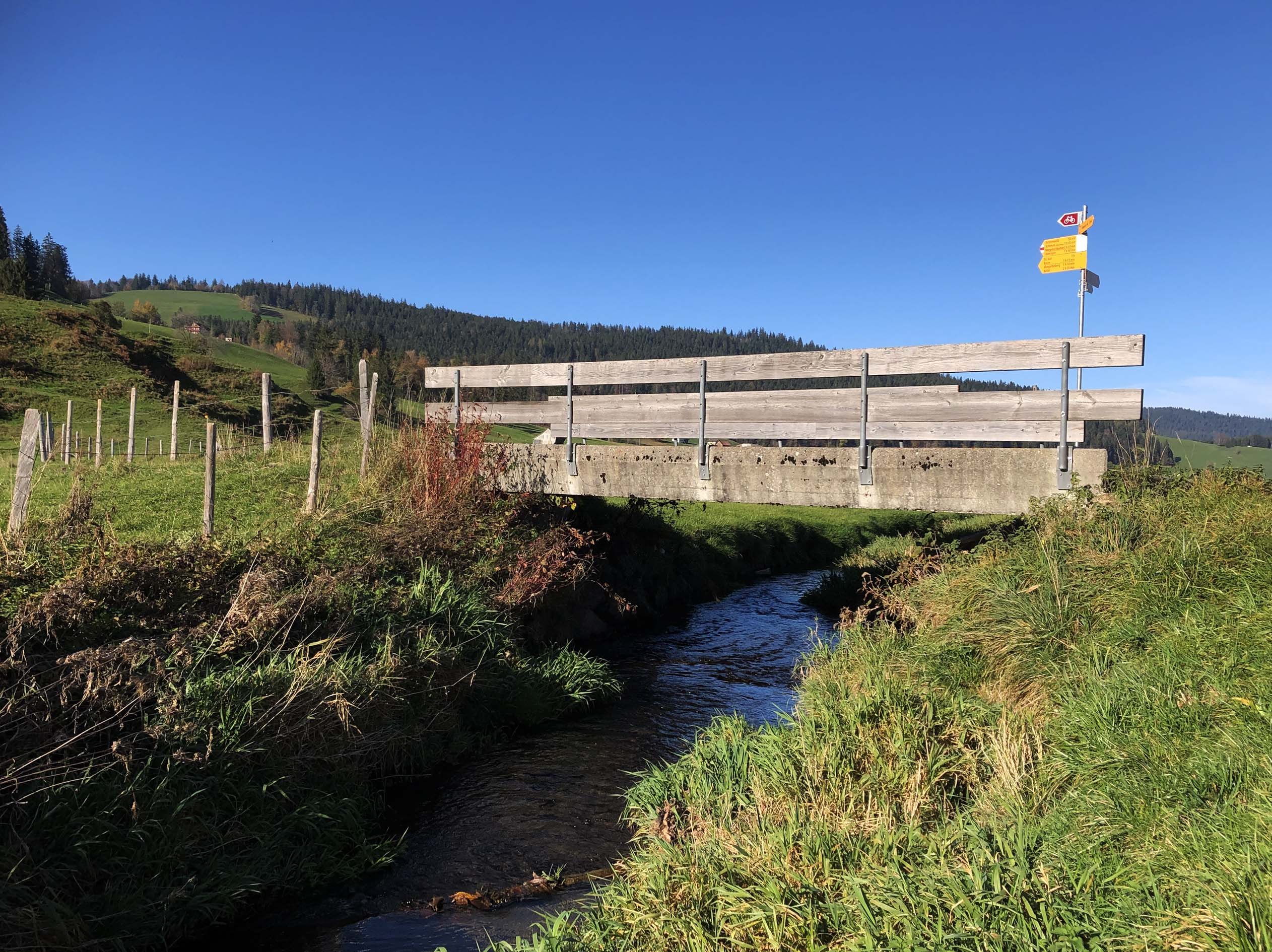
Möslibrugg bei Rothenthurm

Durch das hoch gelegene Quertal der Biber verläuft ein überregionaler Transitkorridor zwischen dem Zürichseegebiet im Norden und der Innerschweiz und dem Gotthard im Süden, und bei der Mündung wird der Fluss auch vom Reiseverkehr von Norden zum Wallfahrtsort Einsiedeln und zum Sportgebiet Hoch-Ybrig überquert. Ein weiteres Wintersportzentrum befindet sich im Gebiet Sattel-Hochstuckli. Die kumulierten Fahrzeugströme führen im Knotenpunkt Biberbrugg oft zur grössten Verkehrsbelastung auf den Strassen im Kanton Schwyz. Dazu kommen der lokale Wirtschaftsverkehr und Tourismus der Talorte, und so wird der Flusslauf der Biber insgesamt von elf Strassenbrücken, drei Eisenbahnbrücken und etwa zehn Fussgängerstegen und Landwirtschaftsbrücken überquert.
Der Bibersteg in der Mitte des Bachlaufs ist ein schmaler Flussübergang, auf welchem der traditionelle Pilgerweg von Zug über den Raten zum Chatzenstrick und dem Marienheiligtum von Einsiedeln die Biber überquert. Die Strecke ist auch als Etappe des Fernwanderwegs Alpenpanorama-Weg bekannt.
Vom historischen Flussübergang nahe der Mündung der Biber in die Alp ist der Ortsname des Verkehrsknotenpunkts Biberbrugg abgeleitet. Die nicht mehr bestehende ältere Biberbrücke lag wenig oberhalb der neuen Brücken an der Strasse über Bennau nach Einsiedeln. Für ihren Unterhalt war seit alter Zeit das Kloster Einsiedeln zuständig, das 1570 die Holzbrücke neu aufrichten liess. Um 1877 wurde an der Bibermündung die Brücke der Bahnlinie nach Einsiedeln errichtet, und um 1900 ersetzte eine neue Strassenbrücke den alten Übergang an der Bennaustrasse.
Die Schwyzerbrugg, bei welcher im 20. Jahrhundert die gleichnamige Ortschaft entstand, ist ein Bauwerk der Hauptstrasse 8 (Schwyzerstrasse). Sie wurde 1931 als Ersatz der alten, gedeckten Holzbrücke Schwyzerbrüggli gebaut und 2006 erneuert.
Die Bahnstrecke Biberbrugg–Arth-Goldau überquert etwas unterhalb davon auf der Biberbrücke 2 den Fluss. Südlich des Bahnhofs Biberbrugg und unmittelbar vor der Mündung der Biber in die Alp überspannen die 2021–2022 neu gebaute SOB-Biberbrücke 1 der Strecke nach Einsiedeln und die Brücke der Kantonsstrasse (Hauptstrasse 386) nach Einsiedeln das kanalisierte Flussbett.
Die Hauptstrasse 8 und die Bahnstrecke Biberbrugg–Arth Goldau überqueren die Biber auch in Rothenthurm.